# Trasformata di Cayley
In matematica, con trasformata di Cayley si identificano oggetti diversi.
La trasformata di Cayley è stata inizialmente introdotta da Arthur Cayley come una mappa tra lo spazio delle matrici antisimmetriche e quello delle matrici ortogonali speciali. In analisi complessa, la trasformata di Cayley è una mappa conforme tale per cui l'immagine del semipiano complesso superiore è il disco unitario, mentre nella teoria degli spazi di Hilbert denota una trasformazione tra operatori lineari.

## Mappa tra matrici
Si consideri lo spazio vettoriale delle matrici di dimensione {\displaystyle n\times n} su {\displaystyle \mathbb {R} }, e sia {\displaystyle A} una matrice antisimmetrica, cioè tale che {\displaystyle A^{T}=-A}. La matrice {\displaystyle I+A}, dove {\displaystyle I} denota la funzione identità, è in tal caso invertibile.
Si definisce trasformata di Cayley la matrice ortogonale speciale {\displaystyle Q} definita nel modo seguente:
{\displaystyle Q=(I-A)(I+A)^{-1}}
Dal momento che la moltiplicazione fra matrici nella definizione è commutativa, la trasformata di Cayley può essere definita in modo equivalente come:
{\displaystyle Q=(I+A)^{-1}(I-A)}
Viceversa, data una matrice ortogonale che non possiede -1 come autovalore, allora la matrice:
{\displaystyle A=(I-Q)(I+Q)^{-1}}
è antisimmetrica.

## Mappa conforme

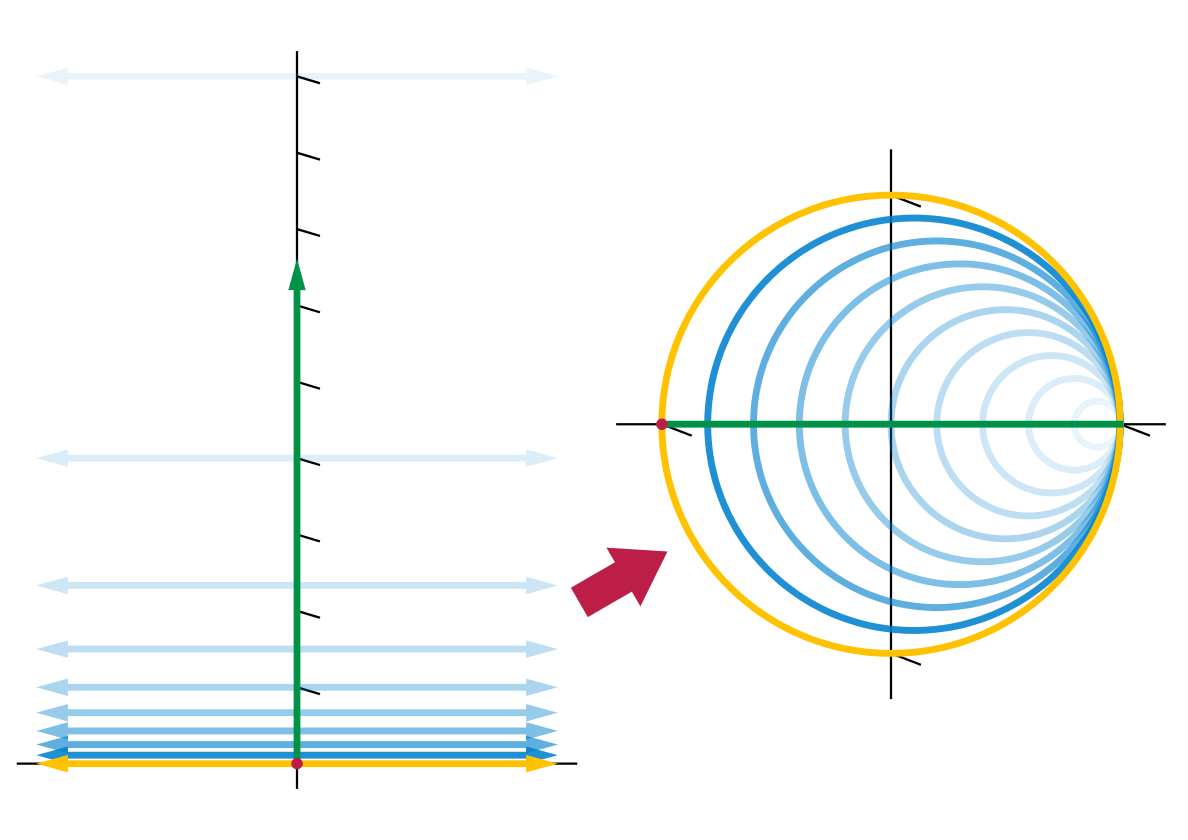
La trasformata di Cayley mappa il semipiano complesso superiore nel disco unitario.

In analisi complessa, la trasformata di Cayley è una mappa conforme dal piano complesso in sé data da:
{\displaystyle \operatorname {W} \colon z\mapsto {\frac {z-\mathbf {i} }{z+\mathbf {i} }}}
Si tratta di una trasformazione lineare fratta, e può essere estesa ad un automorfismo definito sulla sfera di Riemann.
Tale funzione gode delle seguenti proprietà:
- {\displaystyle \operatorname {W} } mappa il semipiano complesso superiore nel disco unitario.
- {\displaystyle \operatorname {W} } mappa in modo iniettivo la retta reale nel cerchio unitario.
- {\displaystyle \operatorname {W} } mappa in modo biunivoco il semiasse complesso {\displaystyle i[0,\infty )} nell'intervallo {\displaystyle [-1,1)}.
- {\displaystyle \operatorname {W} } mappa 0 in -1, -1 in {\displaystyle i}, il punto all'infinito in 1, {\displaystyle -i} nel punto all'infinito.

## Mappa tra spazi di Hilbert
Generalizzando i concetti di mappa matriciale e mappa sul piano complesso, si definisce su uno spazio di Hilbert la trasformata di Cayley per operatori lineari:
{\displaystyle {\begin{aligned}U&{}=(A-\mathbf {i} I)(A+\mathbf {i} I)^{-1}\\A&{}=\mathbf {i} (I+U)(I-U)^{-1}\end{aligned}}}
Tale funzione permette, in particolare, di definire la diagonalizzazione di operatori autoaggiunti non limitati attraverso una misura a valori di proiettore.